# Kálmán Szathmáry
Kálmán Szathmáry (* 6. April 1890 in Arad; † 20. Jahrhundert) war ein ungarischer Stabhochspringer.
Bei den Olympischen Spielen 1908 in London wurde er Achter mit übersprungenen 3,35 m.
Von 1908 bis 1913 wurde er sechsmal in Folge ungarischer Meister, 1910 mit seiner persönlichen Bestleistung von 3,65 m. Außerdem wurde er von 1910 bis 1912 dreimal in Folge nationaler Meister im Weitsprung.